# Roberto García Ariño
Roberto García Ariño (Atxondo, Biscaia, 1950), més conegut com a García Ariño IV, fou un jugador professional de pilota basca a mà, en la posició de davanter.
Va debutar el 1973 al Frontó Labrit de Pamplona, i es va retirar el 1990 al Beotibar de Tolosa. D'aleshores ençà és tècnic de l'empresa pilotari Asegarce.

## Palmarés
- Subcampió individual: 1977, 1978, 1979, 1981 i 1982.
- Campió per parelles: 1981.